# Rico (Colorado)
Rico ist eine Town im Dolores County, US-Bundesstaat Colorado.
Die Ortschaft liegt im Tal des Dolores River am Colorado State Highway 145. Dieser ist die einzige Straßenverbindung von Rico und im Winter oft durch Schneemassen am Lizard Head Pass blockiert. Im Nordosten befindet sich der bekannte Wintersportort Telluride.
Der Name Rico stammt aus dem Spanischen und bedeutet „reich“.

## Geschichte
Vor der Ankunft der amerikanischen Sieder und Minenarbeiter lebte in der Gegend der Stamm der Ute. Im Westen und Süden siedelten in prähistorischer Zeit die Anasazi und nachfolgend Stämme der Pueblo-Kultur.
1776 erforschte eine spanische Expedition unter Juan Maria de Rivera den Lauf des Dolores River.
1869 kamen die ersten Prospektoren in die Gegend und steckten Claims ab. Es wurde silber- und goldhaltige Erze gefunden. Diese konnten nicht abgebaut werden, da sich die Region im Ute-Reservat befand. Die Ute verteidigten ihr Stammesgebiet aggressiv bis 1873. Durch den Brunot Vertrag von 1873 wurden diese in die Southern Ute Reservation umgesiedelt.
Die Bergbauaktivitäten verstärken sich und der Ort wurde 1879 von Carbonate City in Rico umbenannt. Durch diesen Boom angeregt wurde der Ort 1880 planmäßig angelegt. Ab 1880 begann auch die Verhüttung der Erze vor Ort. 1881 beschloss die Generalversammlung von Colorado die Bildung des Dolores County, dessen County Seat Rico wurde. 1891 erreichten die Gleise der schmalspurigen (914 mm) Rio Grande Southern Eisenbahn die Stadt. Die Bahnanlagen waren sehr umfangreich und es lebten über 1100 Einwohner in der Stadt. Bis 1900 sank die Erzproduktion und die Einwohnerzahl auf 811. In den Minen wurde zu dieser Zeit verstärkt Zink, Kupfer und Blei abgebaut. Es folgte ein weiterer kontinuierlicher Rückgang der Erzproduktion, bis diese nach dem Börsencrash 1929 fast vollständig zum Erliegen kam. Vor der Zeit des Zweiten Weltkrieges erholte sich die Wirtschaft etwas. 1947 wechselte der County Seat des Dolores County nach Dove Creek. 1951 wurde die Rio Grande Southern Railroad stillgelegt.
2010 hatte Rico 265 Einwohner.

## Sehenswürdigkeiten
In Rico sind einige Gebäude aus der Pionierzeit erhalten. An der Glasgow Avenue befindet sich ein kleines Museum zur Geschichte des Ortes. Das Dey Building, das William Kauffman House und die Rico City Hall sind in das National Register of Historic Places eingetragen.